# UBXN6
UBXN6 (англ. UBX domain protein 6) – білок, який кодується однойменним геном, розташованим у людей на короткому плечі 19-ї хромосоми. Довжина поліпептидного ланцюга білка становить 441 амінокислот, а молекулярна маса — 49 754.
| 10         |  | 20         |  | 30         |  | 40         |  | 50         |
| ---------- |  | ---------- |  | ---------- |  | ---------- |  | ---------- |
| MKKFFQEFKA |  | DIKFKSAGPG |  | QKLKESVGEK |  | AHKEKPNQPA |  | PRPPRQGPTN |
| EAQMAAAAAL |  | ARLEQKQSRA |  | WGPTSQDTIR |  | NQVRKELQAE |  | ATVSGSPEAP |
| GTNVVSEPRE |  | EGSAHLAVPG |  | VYFTCPLTGA |  | TLRKDQRDAC |  | IKEAILLHFS |
| TDPVAASIMK |  | IYTFNKDQDR |  | VKLGVDTIAK |  | YLDNIHLHPE |  | EEKYRKIKLQ |
| NKVFQERINC |  | LEGTHEFFEA |  | IGFQKVLLPA |  | QDQEDPEEFY |  | VLSETTLAQP |
| QSLERHKEQL |  | LAAEPVRAKL |  | DRQRRVFQPS |  | PLASQFELPG |  | DFFNLTAEEI |
| KREQRLRSEA |  | VERLSVLRTK |  | AMREKEEQRG |  | LRKYNYTLLR |  | VRLPDGCLLQ |
| GTFYARERLG |  | AVYGFVREAL |  | QSDWLPFELL |  | ASGGQKLSED |  | ENLALNECGL |
| VPSALLTFSW |  | DMAVLEDIKA |  | AGAEPDSILK |  | PELLSAIEKL |  | L          |

A: Аланін

C: Цистеїн

D: Аспарагінова кислота

E: Глутамінова кислота

F: Фенілаланін

G: Гліцин

H: Гістидин

I: Ізолейцин

K: Лізин

L: Лейцин

M: Метіонін

N: Аспарагін

P: Пролін

Q: Глутамін

R: Аргінін

S: Серин

T: Треонін

V: Валін

W: Триптофан

Кодований геном білок за функцією належить до фосфопротеїнів. 
Задіяний у таких біологічних процесах, як убіквітинування білків, альтернативний сплайсинг. 
Локалізований у цитоплазмі, цитоскелеті, ядрі, мембрані, лізосомі, ендосомах.